# Chabuata andabata
Chabuata andabata là một loài bướm đêm trong họ Noctuidae.